# Paracanthocephaloidinae
Sous-famille
La sous-famille des Paracanthocephaloidinae comprend trois genres composés des espèces suivantes :
- Breizacanthus Golvan, 1969

1. Breizacanthus chabaudei Golvan, 1969
2. Breizacanthus irenae Golvan, 1969
3. Breizacanthus ligur Paggi, et al, 1975

- Euzetacanthus Golvan et Houin., 1964

1. Euzetacanthus simplex (Rudolphi, 1810)

- Paracanthocephaloides Golvan, 1969

1. Paracanthocephaloides chabanaudi (Dollfus, 1951)
2. Paracanthocephaloides tripathii Golvan, 1969